# Raise Vibration
Raise Vibration è l'undicesimo album in studio del cantautore statunitense Lenny Kravitz, pubblicato il 7 settembre 2018.

## Antefatti
Lenny Kravitz ha dichiarato che l'ispirazione per i brani contenuti nell'album è venuta mentre si trovava presso la sua residenza alle Bahamas. In particolar modo, di notte durante i sogni, l'artista si svegliava con in mente la traccia di una canzone e per tale motivo gli è capitato di andare in studio di registrazione in orari non convenzionali.

## Tracce
Testi e musiche di Lenny Kravitz.
1. We Can Get It All Together – 4:40
2. Low – 5:19
3. Who Really Are the Monsters? – 5:19
4. Raise Vibration – 5:27
5. Johnny Cash – 6:18
6. Here to Love – 4:42
7. It's Enough! – 7:55
8. 5 More Days 'Til Summer – 4:02
9. The Majesty of Love – 5:49
10. Gold Dust – 5:08
11. Ride – 5:58
12. I'll Always Be Inside Your Soul – 3:58

### Vinile

#### Disco 1
Lato A
1. We Can Get It All Together – 4:40
2. Low – 5:19
3. Who Really Are the Monsters? – 5:19

Lato B
1. Raise Vibration – 5:27
2. Johnny Cash – 6:18
3. Here to Love – 4:42

#### Disco 2
Lato A
1. It's Enough – 7:55
2. 5 More Days 'Til Summer – 4:02
3. The Majesty of Love – 5:49

Lato B
1. Gold Dust – 5:08
2. Ride – 5:58
3. I'll Always Be Inside Your Soul – 3:58

## Classifiche
| Classifica (2018)         | Posizione massima |
| ------------------------- | ----------------- |
| Austria                   | 4                 |
| Belgio (Fiandre)          | 4                 |
| Belgio (Vallonia)         | 4                 |
| Francia                   | 3                 |
| Germania                  | 3                 |
| Italia                    | 2                 |
| Paesi Bassi               | 8                 |
| Polonia                   | 11                |
| Regno Unito               | 19                |
| Repubblica Ceca           | 4                 |
| Spagna                    | 5                 |
| Stati Uniti               | 43                |
| Stati Uniti (independent) | 4                 |
| Stati Uniti (rock)        | 3                 |
| Svizzera                  | 3                 |